# Den anden side af Krista X
Den anden side af Krista X er en roman fra 2002 skrevet af Sven Holm.
Den 11. september 2001 opholder den danske billedkunstner Krista X sig i Rom sammen med sin mand og et par venner. Billederne på TV af det sammenstyrtede World Trade Center sætter et skred i gang i hende: Nu kan det være nok med den pæne og tilbageholdende opførsel, beslutter hun. Fra nu af vil hun selv have styringen over sit liv. Og sådan bliver det.
Hverken hendes mand eller venner kan kende den nye, mere aggressive Krista, som snart har viklet sig ind i en dramatisk affære, der tager sin begyndelse den dag i lufthavnen, hvor hun resolut hugger en lommebog fra en formodet terrorist.